# Васильев, Андрей Витальевич
Андре́й Вита́льевич Васи́льев (род. 20 июля 1957, Москва) — советский и российский журналист, медиаменеджер и актёр.
С 1988 года работал в газете «Коммерсантъ», где был главным редактором и занимал ряд других руководящих должностей. В 1995 стал заместителем генерального продюсера телеканала ОРТ, куда вернулся в июне 1997 года, где был руководителем программы «Время». В 2013 году стал соавтором телепроекта «Господин хороший» на телеканале «Дождь».

## Биография

### Ранние годы
Родился в Москве. В течение 13 лет учился в Московском государственном институте химического машиностроения, который не окончил. 
В 1978 он сыграл одну из главных ролей в художественном фильме «Когда я стану великаном».

## Карьера
Первую журналистскую статью опубликовал в 1977 году в газете «Московский комсомолец». После двух лет срочной службы в армии (Таманская дивизия) в 1982 году поступил в штат «Московского комсомольца». Далее работал в изданиях «Собеседник» (1984—1986), журнал «Профтехобразование» (1986), «Московские новости» (1986—1989). В конце 1980-х у Яковлева был кооператив «Московская окраина», устраивавший районные праздники. В 1992 году учредил «Службу 907», первый, по его словам, в Москве секс по телефону со слоганом «Вера, надежда и особенно любовь».

#### Коммерсантъ
В 1988 году специальный корреспондент журнала «Работница» Владимир Яковлев организовал кооператив «Факт», на базе которого был организован еженедельник «Коммерсантъ», где Яковлев в конце 1989 года занял должность заместителя отдела. Далее Яковлев получил должность первого заместителя главного редактора. В 1992 году из-за разногласий с концепцией газеты «Коммерсант-Daily» ушёл из издания.
В августе 1996 Васильев вернулся в «Коммерсантъ» и по июнь 1997 занимал должность главного редактора журнала «Коммерсантъ-Weekly» (ныне «Коммерсантъ-Власть»).
23 августа 1999 года в третий раз вернулся в «Коммерсантъ» в качестве главного редактора газеты и шеф-редактора объединённой редакции ЗАО «Коммерсантъ. Издательский Дом».
В 1999 году в прессе появлялись многочисленные интервью с Васильевым, в частности о том, как он построит свои отношения с новым владельцем «Коммерсанта» Борисом Березовским. Он заявлял, что Березовский  «не может ему ставить никаких задач и не делает этого», а также что он имел «абсолютно негативный» опыт сотрудничества с Березовским во время работы над программой «Время».
С 2001 года — генеральный директор, шеф-редактор объединённой редакции ЗАО «Коммерсантъ. Издательский дом». В мае 2004 года сложил с себя полномочия главного редактора газеты, назначил им своего первого заместителя Александра Стукалина. Назначением занимался Алишер Усманов, для чего получил на это согласование от властей России. 15 июня 2005 года Васильев покинул пост генерального директора и шеф-редактора издательского дома. На следующий день стало известно, что Васильев сохранил свою должность.
В 2005—2006 годах работал главным редактором газеты «Коммерсантъ-Украина», Васильев называет это «ссылкой». В 2006—2010 годах работал шеф-редактором и совладельцем издательского дома, а также членом совета директоров ЗАО «Коммерсант. Издательский Дом». С 2010 года — член совета директоров ИД «Коммерсантъ», советник владельца издательского дома — Алишера Усманова.

#### ОРТ
В 1995 году Васильев работал заместителем генерального продюсера телеканала ОРТ.
В июне 1997 года Васильев по рекомендации Ксении Пономаревой и Константина Эрнста вернулся на ОРТ директором информационных программ, где руководил программой «Время», потом стал заместителем генерального директора ЗАО «Общественное российское телевидение». Утверждается, что фактически Васильев занимался пиаром владельца канала Бориса Березовского. Перед президентскими выборами 1996 года основатель «Коммерсанта» Владимир Яковлев попросил у Березовского, чтобы Васильев работал в агитгазете «Не дай Бог!». По собственному заявлению, покинул канал, потому что его просили заниматься пропагандой, тогда как «Коммерсантъ» занимал независимую сторону.

#### Другие проекты
С 1993 по 1995 год Андрей Васильев принимал участие в совместном с Леонидом Милославским рекламном агентстве «ЮРИЙГАГАРИН». Рекламные ролики агентства получили несколько престижных призов.
С 2010 года — является совладельцем «Центра цифровой дистрибуции», входящего в холдинг «Проф-Медиа».
С 2013 года — соавтор телепроекта «Господин хороший» на телеканале «Дождь».

## Взгляды
Андрей Васильев заявил, находясь на передаче «Исторический процесс»:
«Я хочу сказать, что там… вот есть такая пугалка, да, что развалился Советский Союз и это априори плохо. Я вот, например, совершенно не считаю, я считаю, что это офигительно, что он развалился. Потому что, что общего в стране где… что общего у эстонцев и узбеков? Что это был за гибрид какой-то уродливый, насильственный и нежизнеспособный? Развалился и даже не мир праху его… а просто закопать и забыть. Вот поэтому я вот не согласен с этой пугалкой.
Это очень клёво. Развалили — и развалили. С помощью Америки — отлично!».

Летом 2015 года в интервью журналу «Сноб» заявил: 
«…вообще нет такой страны — Россия! Это громадная геополитическая ошибка… Такой страны не было, нет и не будет. Она вредна… Это раковая опухоль на теле земного шара!»

## Личная жизнь
Женат, двое детей. Является близким другом актёра Михаила Ефремова.
В июне 2015 года объявил, что в октябре он намерен репатриироваться в Израиль вместе с матерью. «У меня ведь бабушка — Розалия Абрамовна. Так что всё хорошо». Позднее в интервью Ксении Соколовой он подтвердил своё намерение, добавив, что у него «нет интереса к этой стране и её народу».

## Фильмография
| Год  |   | Название                | Роль                                             |
| ---- | - | ----------------------- | ------------------------------------------------ |
| 1978 | ф | Когда я стану великаном | Федя Ласточкин                                   |
| 2000 | ф | Даун Хаус               | привратник Настасьи Филипповны                   |
| 2003 | ф | Арье                    | ангел                                            |
| 2005 | ф | Взять Тарантину         | Микола Пепельница                                |
| 2007 | ф | Неваляшка               | Людоед                                           |
| 2009 | ф | Антикиллер Д. К.        | главный врач психбольницы                        |
| 2011 | ф | Generation П            | помощник Азадовского                             |
| 2014 | ф | Гена Бетон              | главный редактор газеты «Великобельский вестник» |